# Rosularia rosulata
Rosularia rosulata är en fetbladsväxtart som först beskrevs av Michael Pakenham Edgeworth, och fick sitt nu gällande namn av Hideaki Ohba. Rosularia rosulata ingår i släktet Rosularia och familjen fetbladsväxter. Inga underarter finns listade i Catalogue of Life.